# Willy Aybar
Willy Del Jesús Aybar (nacido el 9 de marzo de 1983 en Baní) es un infielder dominicano que ha jugado en las Grandes Ligas de Béisbol para tres equipos desde 2005 a 2010. Actualmente juega para los Yuma Scorpions en la independiente North American League. En las mayores jugó con los Dodgers de Los Ángeles, Bravos de Atlanta, y Rays de Tampa Bay. Es el hermano mayor del campocorto, Erick Aybar, y tío de Wander Franco.

## Carrera

### Temporada 2005
El 31 de agosto de 2005, Aybar hizo su debut en las Grandes Ligas con los Dodgers de Los Ángeles. En su corto tiempo en el roster del equipo, Aybar logró avances impresionantes. En 86 turnos al bate, Aybar terminó con un promedio de bateo de .326 con 10 carreras impulsadas y 3 bases robadas.

### Temporada 2006
Después de la temporada 2005, Aybar fue un candidato para titular en la tercera base de los Dodgers en 2006. Sin embargo, en la temporada baja, los Dodgers firmaron al agente libre y ex campeón de bateo Bill Mueller como su tercera base titular. Después de que también firmaran a Ramón Martínez para se uniera a Oscar Robles como su principal refuerzo, Aybar se encontró sin trabajo. Su promedio de bateo de .216 durante los entrenamientos de primavera, tampoco ayudó a su causa.
El 12 de mayo de 2006, Aybar recibió otra oportunidad de ser el tercera base, cuando Mueller fue colocado en la lista de lesionados de 15 días para una cirugía artroscópica de la rodilla, Aybar fue llamado desde el equipo Triple-A, Las Vegas 51s. El 28 de julio, fue cambiado a los Bravos, junto con el relevista cubano Danys Báez por el infielder Wilson Betemit.

### Temporada 2007
El 18 de abril, Aybar fue suspendido indefinidamente por razones desconocidas. Fue suspendido por primera vez el 15 de abril por tres partidos por no presentarse para tratarle una mano lesionada. Este fue un raro movimiento hecho por la organización de los Bravos, y la falta de participación de Aybar provocó que el tercera base Chipper Jones comentara "Yo ni siquiera sabía que él todavía estaba en el equipo". El 19 de abril se reveló que Aybar, de acuerdo con su agente, había estado luchando contra el "alcohol y las drogas." No había tenido noticias de él hace algún tiempo y no se presentó a Nueva York para una reunión con funcionarios de las Grandes Ligas el viernes 20 de abril, de acuerdo con The Atlanta Journal-Constitution. Más tarde se reveló que Aybar estaba buscando ayuda en un centro de tratamiento contra las drogas. Aybar fue retirado de la lista de suspendidos el 4 de agosto y fue enviado a las ligas menores para ponerse en forma para luego ser llamado. Sin embargo, el 14 de agosto, Aybar se sometió a una cirugía por una fractura en su mano derecha.

### Temporada 2008
El 17 de enero de 2008, Aybar fue canjeado junto con Chase Fontaine a los Rays de Tampa Bay por Jeff Ridgway. El 24 de marzo de 2008, se anunció que Aybar sería el tercera base titular de los Rays de Tampa Bay. Ocupó este cargo hasta que Evan Longoria fue llamado a filas a principios de la temporada. Aybar entonces tomó el papel de utility player.

### Clásico Mundial 2009
En el Clásico Mundial 2009, el equipo de República Dominicana enfrentó a Holanda en la primera ronda. Después de que el partido se fuera a entradas extras, el equipo neerlandés anotó en un error de Aybar, eliminando el gran favorito equipo dominicano.

### Temporada 2011
Aybar fue seleccionado para jugar en con los Edmonton Capitals en la North American League. Fue liberado por los Capitals, debido a que el gobierno canadiense no le otorgó una visa. Se unió a los Yuma Scorpions en la misma liga independiente, el cual está dirigido por José Canseco.

## Problemas legales
En 2008, Aybar fue arrestado bajo cargos de violencia doméstica por agredir a su esposa. En 2010, Aybar fue declarado culpable y condenado a tres meses de prisión por agredir a su esposa y por violar una orden de restricción. La esposa de Aybar había sufrido lesiones graves, y pasó algún tiempo en cuidados intensivos, mientras estaba en estado crítico.
En junio de 2011, Aybar fue arrestado de nuevo por presuntamente agredir a su esposa. Según el informe policial, Aybar, quien había luchado contra los problemas de alcohol, se encontraba "extremadamente intoxicado" en la entrada principal del hotel.
El 4 de noviembre, Aybar fue apresado por presuntamente volver a agredir a su esposa, pero la esposa negó las acusaciones. La fiscalía del Distrito Nacional le dictó tres meses de prisión como medida de coerción por las acusaciones de violencia y por agredir verbalmente a los fiscales. Aybar saldría en libertad el 12 de enero de 2012 después de haber pagado una fianza de cinco millones de pesos.